# 万寿台芸術劇場
万寿台芸術劇場（マンスデげいじゅつげきじょう）は、朝鮮民主主義人民共和国平壌市中区域万寿洞（万寿台）にある劇場。1976年に完成。朝鮮民主主義人民共和国の代表的な歌舞団である万寿台芸術団の本拠。

## 概要
革命歌劇や演劇の公演の他、かつては朝鮮労働党の各種の集会などでも使用された。

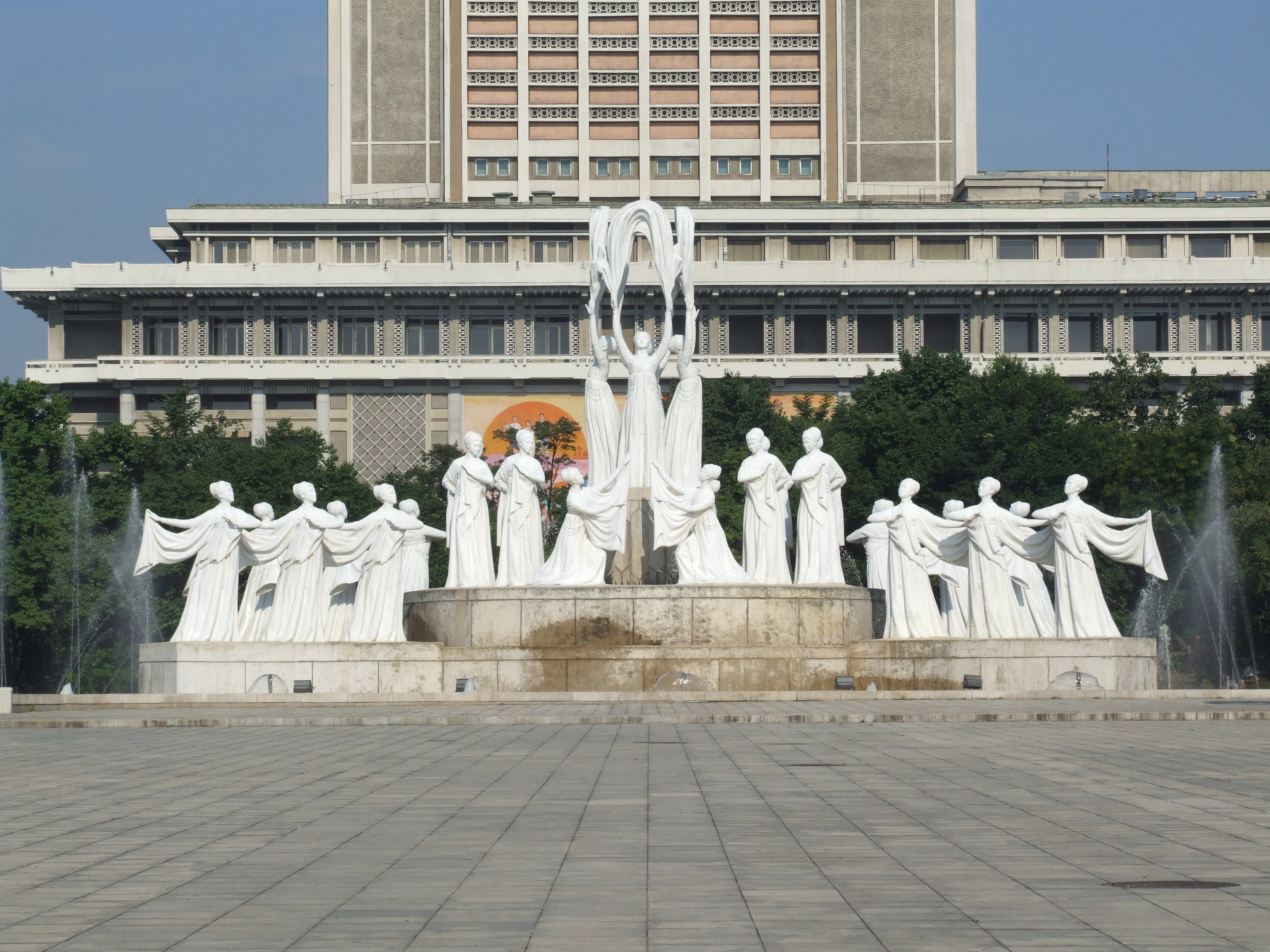
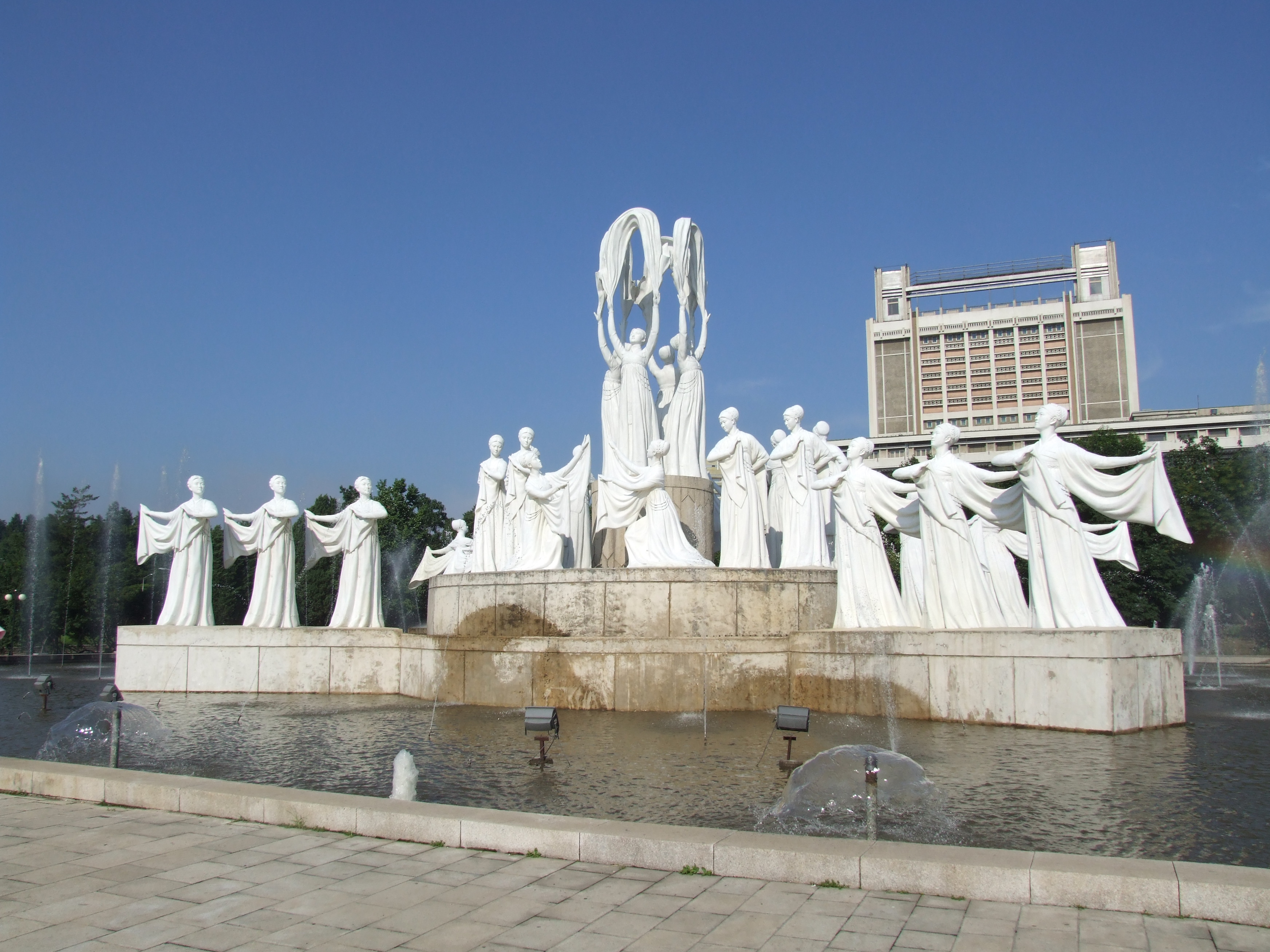

## その他の劇場
- 平壌大劇場
- 烽火芸術劇場
- 東平壌大劇場